# Muzyka klasycystyczna
Muzyka klasycystyczna – muzyka komponowana w okresie klasycyzmu i związana najściślej z twórczością klasyków wiedeńskich.
Po barokowym bogactwie formalnym i upodobaniu do kontrastów zwrócono się w stronę przeciwną. Muzyka w epoce klasycyzmu charakteryzowała się równomiernością, przejrzystością brzmienia, symetrią i równowagą w doborze środków artystycznych. Kompozytorzy odeszli od skomplikowanych technik polifonicznych, preferując znacznie bardziej klarowną pod względem strukturalnym fakturę homofoniczną. Cechami muzyki klasycystycznej są: przewaga muzyki instrumentalnej nad wokalną, wykorzystanie formy sonatowej, ronda i wariacji jako podstawowych elementów sonaty, koncertu i symfonii (później nazwanych formami klasycznymi), a także ugruntowanie nowoczesnej orkiestry oraz zespołów kameralnych. W muzyce klasycystycznej porzucono basso continuo, a partie instrumentów harmonicznych zapisywano w partuturze indywidualnie.
Do najważniejszych przedstawicieli tego nurtu należą klasycy wiedeńscy: Wolfgang Amadeus Mozart, Joseph Haydn i Ludwig van Beethoven.

## Przedział czasowy
Przyjmuje się, że trwał od roku 1750 – śmierci Johanna Sebastiana Bacha, do około 1820 roku. Najczęściej podawane są daty 1814, gdy powstała pieśń romantyczna Franza Schuberta Małgorzata przy kołowrotku lub rok śmierci Beethovena – 1827. Daty te są umowne, autorzy książek i podręczników często przyjmują różne daty graniczne.

## Klasycy wiedeńscy
Wielkim centrum muzyki klasycznej stał się Wiedeń, dzięki tworzącym tam trzem wybitnym kompozytorom: 
- Josephowi Haydnowi (1732–1809),
- Wolfgangowi Amadeusowi Mozartowi (1756–1791)
- Ludwigowi van Beethovenowi (1770–1827).

Określa się ich wspólnym mianem klasyków wiedeńskich. Stworzyli oni wiele nowatorskich jak na owe czasy kompozycji. 

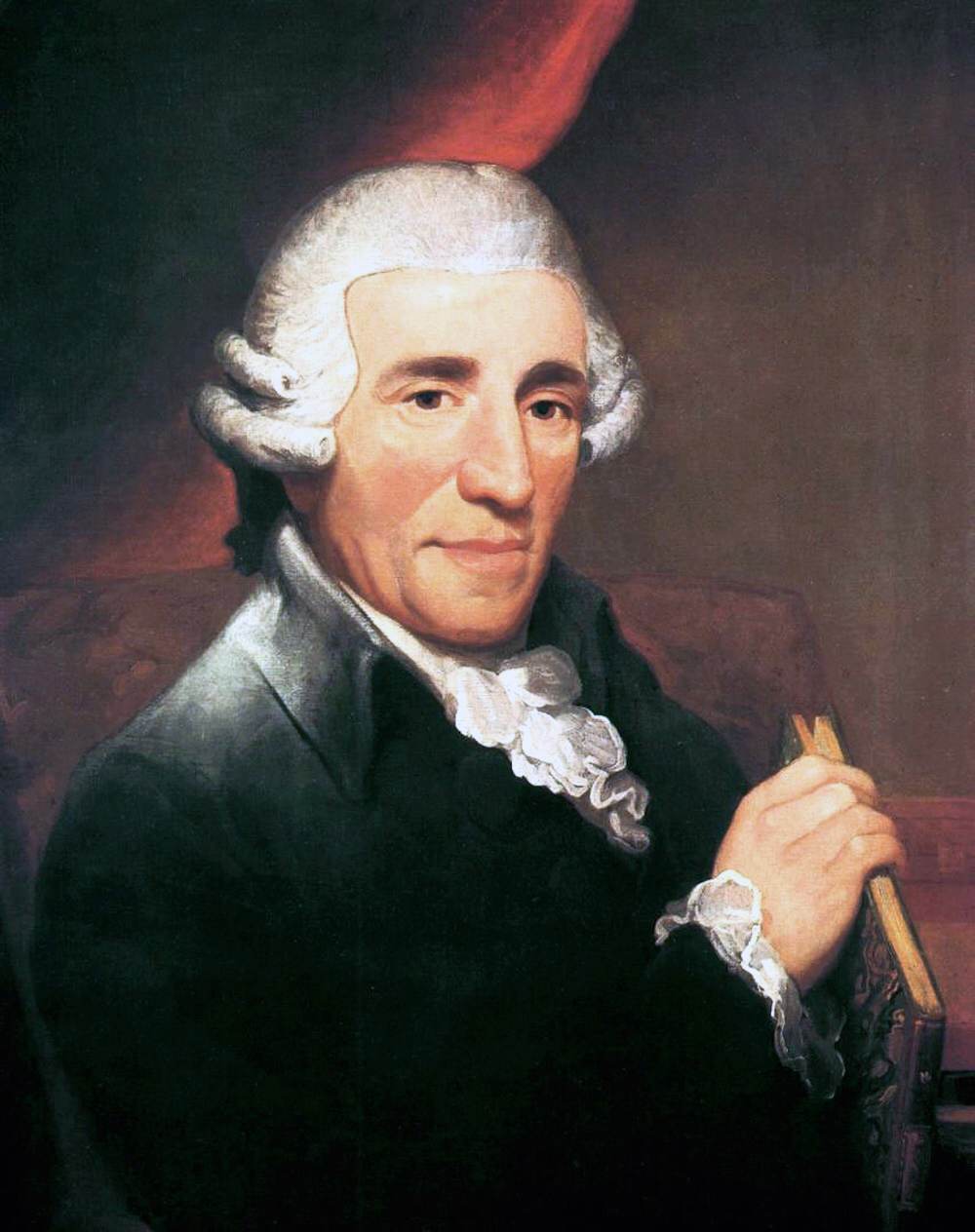
Joseph Haydn
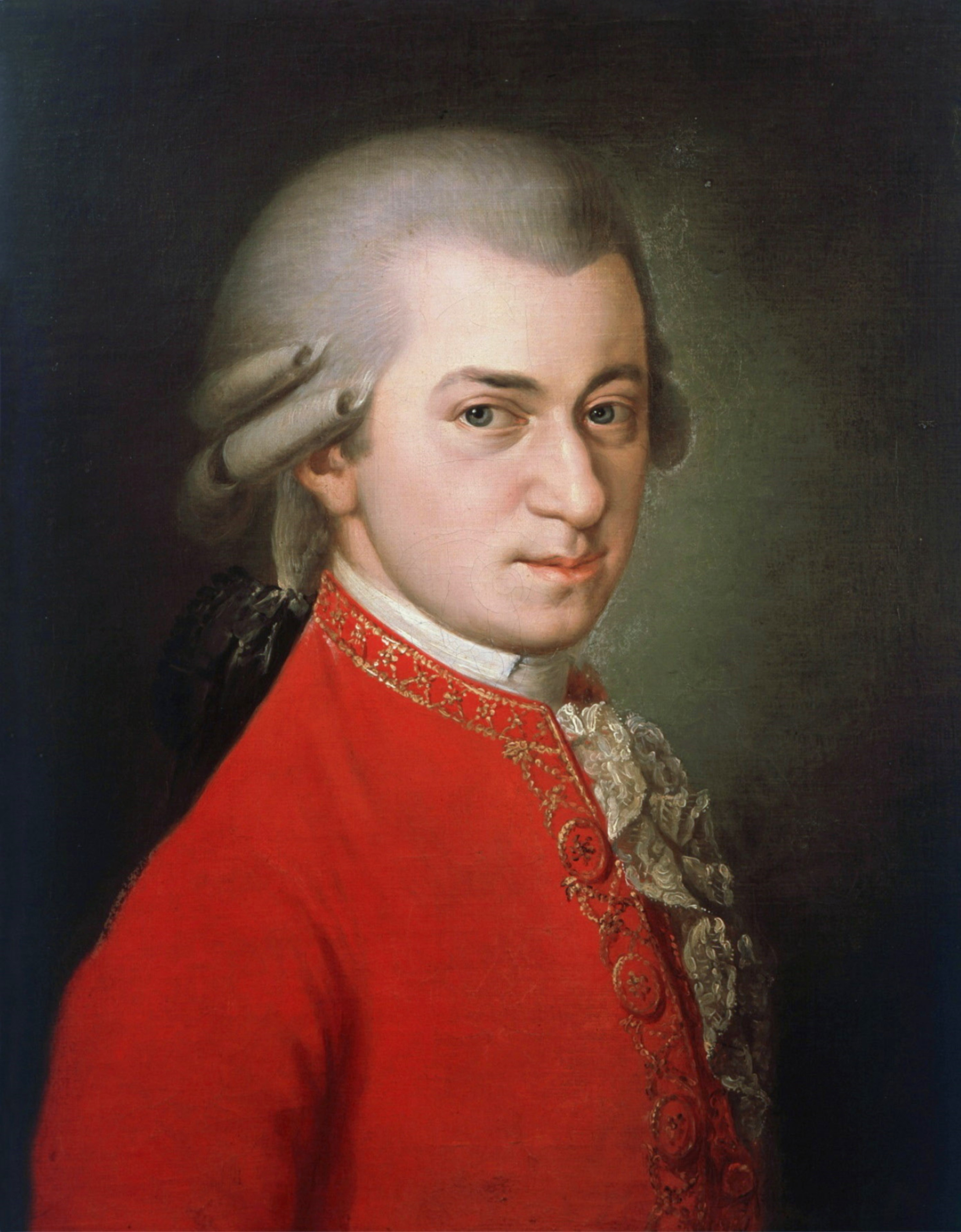
Wolfgang Amadeus Mozart
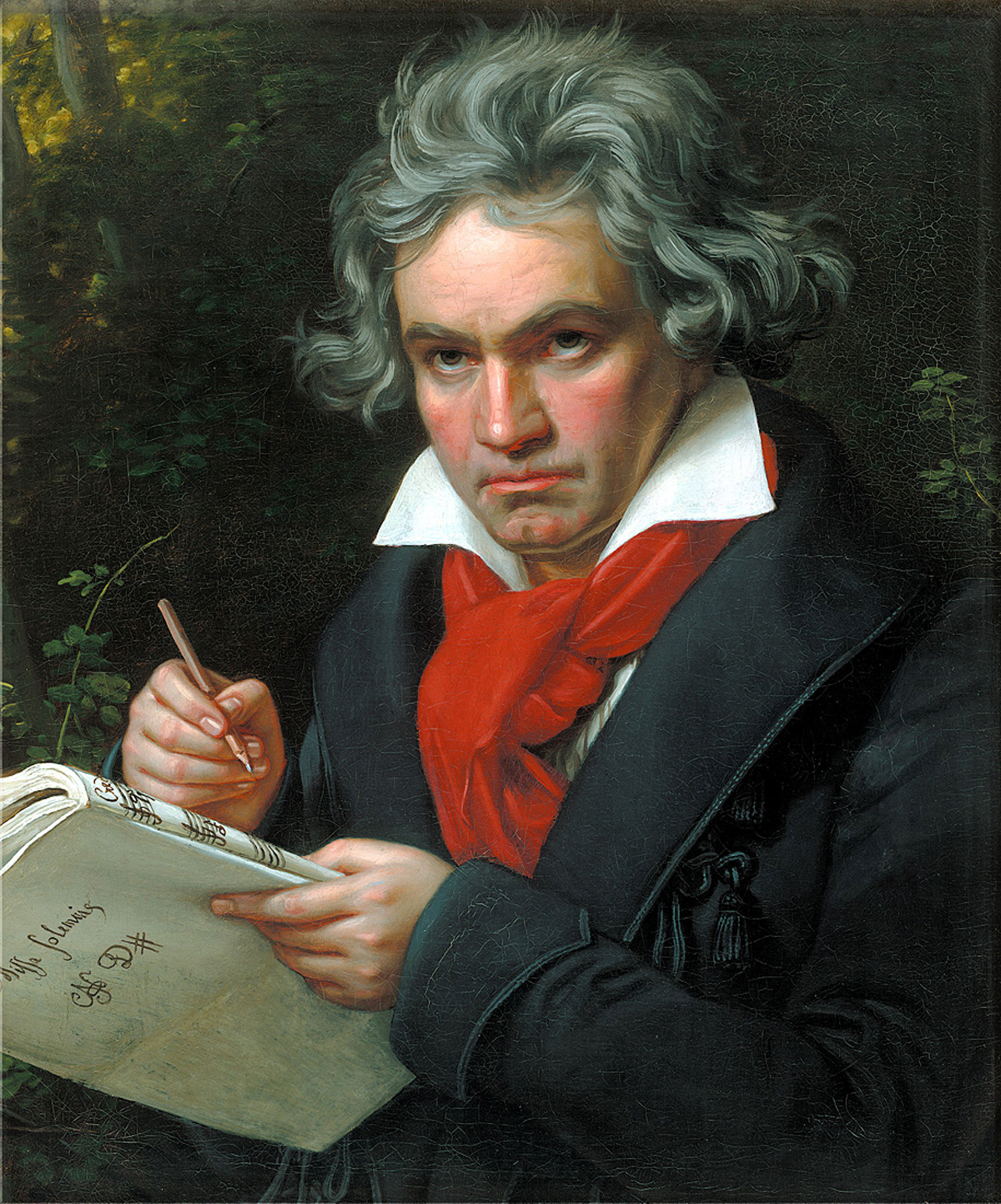
Ludwig van Beethoven

## Pozostali kompozytorzy

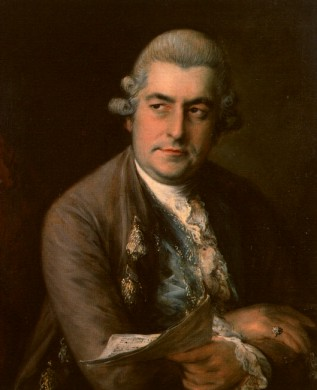
Johann Christian Bach, portret pędzla Thomasa Gainsborough.

- Christoph Willibald Gluck (1714–1787)
- Carl Philipp Emanuel Bach (1714–1788)
- Charles Burney (1726–1814)
- Johann Christian Bach (1735–1782)
- Karl Ditters von Dittersdorf (1739–1799)
- Giovanni Paisiello (1740–1816)
- Andrea Luchesi (1741–1801)
- Domenico Cimarosa (1749–1801)
- Antonio Salieri (1750–1825)
- Muzio Clementi (1752–1832)
- Franz Xaver Richter (1709–1789)
- Domenico Dragonetti (1763–1846)
- Józef Elsner (1769–1854)
- Johann Nepomuk Hummel (1778–1837)

## Formy muzyczne
Najpopularniejszymi formami muzycznymi uprawianymi w klasycyzmie były:
- opera
- sonata (najczęściej z allegrem sonatowym)
- symfonia
- koncert
- rondo
- wariacja

W klasycyzmie skład instrumentalny orkiestry symfonicznej został rozbudowany o klarnety, puzony oraz flet piccolo.

## Klasycyzm w Polsce
W Polsce na okres klasycyzmu przypadają początki muzyki symfonicznej (A. Milwid, W. Dankowski), opery (M. Kamieński, J. Stefani, W. Lessel) i muzyki fortepianowej (M.K. Ogiński, Maria Szymanowska, Franciszek Lessel).